# Медведовка (река)
Медведовка — река в России, протекает в Городском округе Семёновский Нижегородской области. Устье реки находится в 198 км по правому берегу реки Керженец. Длина реки составляет 10 км. В 4 км от устья по правому берегу принимает реку Стрелка (в водном реестре — река без названия у села Стрелка).
Исток реки севернее села Стрелка в 22 км к северо-востоку от города Семёнов. Река течёт на юго-восток, впадает в Керженец у села Богоявление.

## Данные водного реестра
По данным государственного водного реестра России относится к Верхневолжскому бассейновому округу, водохозяйственный участок реки — Волга от устья реки Ока до Чебоксарского гидроузла (Чебоксарское водохранилище), без рек Сура и Ветлуга, речной подбассейн реки — Волга от впадения Оки до Куйбышевского водохранилища (без бассейна Суры). Речной бассейн реки — (Верхняя) Волга до Куйбышевского водохранилища (без бассейна Оки).
По данным геоинформационной системы водохозяйственного районирования территории РФ, подготовленной Федеральным агентством водных ресурсов:
- Код водного объекта в государственном водном реестре — 08010400312110000034653
- Код по гидрологической изученности (ГИ) — 110003465
- Код бассейна — 08.01.04.003
- Номер тома по ГИ — 10
- Выпуск по ГИ — 0